# Пронь Леся Михайлівна
Леся Михайлівна Пронь (нар. 24 липня 1958, с. Михальче, Городенківський район, Івано-Франківська область) — українська поетеса, прозаїк, пише для дорослих і дітей. Лавреатка Всеукраїнського літературного конкурсу ім. Леся Мартовича (2014). Лавреатка літературної премії «Благовіст» (2019), премії ім. Платона Воронька (2019). Членкиня Асоціації ронделістів України, Національної спілки письменників України.

## Творча біографія
У 1981 році закінчила Київський державний театральний інститут імені І. К. Карпенка-Карого (курс народного артиста А. Є. Гашинського).
Поетка, співавторка багатьох книг для дорослих і дітей. 
Друкувалася в газетах «Українське слово», «Наша віра», «Край», «Хрещатик», «За київським часом», "Рідний край", "Українська літературна газета" та ін.; альманахах «Сонячна Мальвія» (2005), «Радосинь — 20» (2012), «Радосинь — 23» (2015), «Нескорена Україна» (книги перша, друга, третя, четверта), «Поміж повітряних тривог» (2023), «Затишна мамина казка» (2021), "Великоднє сяйво" (2025), літературно-мистецькому та краєзнавчому альманасі «Ямгорів», у журналі «Київ» (грудень 2023), у південноукраїнському літературно-мистецькому часописі "Камертон" (№2, 2024), у альманасі "Олександрійський маяк" (№4(10), 2024), у всеукраїнському журналі "LUMINOUS" (№4, 2025), у виданнях серії "Християнська читанка" ("Літня книга", "Зимова книга"), а також неодноразово у часописах для дітей «Мамине сонечко», «Маленький Розумник», «Маленька Фея та сім гномів», «Малятко», "Крилаті", «Джміль», «Ангелятко», «Пізнайко», «Колобочок», «На крильцях Ангела», та в місячнику «Веселка» Союзу русинів-українців у місті Пряшеві (Словаччина).
У співпраці з Миколою Ведмедерею створила понад два десятки пісень для дорослих і дітей. Композитор Володимир Ізотов поклав на музику тексти дитячих віршів «Зозуля», «Чудотворець Миколай», «Великоднє свято». Колискові Лесі Пронь озвучені професійними вокалістами й відтворені через QR-код у книжці «Мамина ласка» (видавництво «Рідна мова», 2019 рік).

## Книги

### Авторка поетичних збірок
- «Плетениця долі» (Київ, ВЦ «Просвіта», 2010);
- «Круговерть» (Київ, ВЦ «Просвіта», 2011);
- «У купелі вітрів» (Київ, «Євшан-зілля», 2015);
- «Доріг магічна загадковість» (Київ, Паливода А. В., 2023).

### Авторка книг для дітей
- «День усміхається» (Тернопіль, «Навчальна книга — Богдан», 2011);
- «На крилах року» (Київ, видавництво «Авіаз», 2013);
- «Подарунок сонечка» (Київ, видавництво «Авіаз», 2018);
- «Чути дзвоники святкові» (Київ, видавництво «Авіаз», 2019);
- «Країна бджіл» казка (Тернопіль, «Навчальна книга — Богдан», 2022);
- «Чарівна пір’їнка» казки (Тернопіль, видавництво «Підручники і посібники», 2024);
- «Дивовижні цифри» (Біла Церква, 2024);
- «Сонечко в цяточку» (Тернопіль, «Навчальна книга — Богдан», 2025);
- "Окрилена мрія" казки (Тернопіль, видавництво "Підручники і посібники", 2025).